# Giancarlo Adami (Skispringer)
Giancarlo Adami (* 29. September 1982) ist ein ehemaliger italienischer Skispringer und heutiger Trainer.

## Werdegang
Adami gab sein internationales Debüt am 16. März 2003 in Stryn im Skisprung-Continental-Cup. Am 21. März 2003 startete er in Planica im Teamfliegen das einzige Mal in seiner Karriere im Skisprung-Weltcup und erreichte dabei mit der Mannschaft den 8. Platz. Im Continental Cup erreichte er in der Saison 2003/04 mit dem 131. Platz seine höchste Platzierung in der Gesamtwertung. Bei der Skiflug-Weltmeisterschaft 2004 in Planica erreichte er im Einzelfliegen den 53. Platz. Am 30. Januar 2005 sprang er sein letztes Springen im Continental Cup.